# Francisco Tadeo Díez de Medina
Francisco Tadeo Díez de Medina y Vidango (in anderen Quellen: Díez de Medina Vidanges; * 1725 in La Paz, heute Bolivien; † 1803 vermutlich in Santiago de Chile) war ein südamerikanischer Verwaltungsbeamter und Richter in der spanischen Kolonialverwaltung. Zum Jahreswechsel 1801/1802 regierte er für einige Wochen als Gouverneur das Generalkapitanat Chile.

## Leben
Díez de Medina entstammte einer wohlhabenden Familie der einheimischen Oberschicht und vermehrte seinen Reichtum durch regen Handel. Er studierte an der Universidad de San Francisco Xavier im heutigen Sucre. Später amtierte er als Bürgermeister (spanisch: alcalde) von La Paz. Dort war er auch als Richter tätig.
Als der Aufstand von Julián Apaza (auch: Túpac Catari) gegen die spanischen Kolonialherren 1781 niedergeschlagen wurde, war Díez de Medina der verantwortliche Richter, der den Tod durch Vierteilen verfügte.
Von 1801 an (im Alter von 76 Jahren) fungierte er als Richter (Oidor) an der Real Audiencia von Chile und – nach der Abberufung von José de Santiago Concha Jiménez Lobatón nach Buenos Aires – für einige Wochen (von Dezember 1801 bis Januar 1802) als Gouverneur von Chile, bis der von König Karl IV. berufene Nachfolger Luis Muñoz de Guzmán von Lima aus sein Amt antreten konnte.